# Cerylonidae
Cerylonidae es una familia de coleópteros polífagos.
Son pequeños a muy pequeños, 0.8 a 3 mm. Son lisos, brillantes, glabros, con unas pocas punzaciones. Hay alrededor de 450 especies en aproximadamente 50 géneros, principalmente tropicales y subtropicales. Generalmente se los encuentra bajo la corteza de árboles muertos, pero también pueden estar en composta o material en descomposición. Se sabe muy poco de su biología, pero se piensa que son depredadores o que se alimentan de hongos.
La taxonomía es compleja y aun discutida.

## Subfamilias
Incluye las siguientes subfamilias:
- Ceryloninae -
- Euxestinae -
- Loeblioryloninae -
- Murmidiinae -
- Ostomopsinae

## Algunos géneros
- Afrorylon Slipinski, 1980 g
- As g
- Australiorylon Slipinski, 1988 g
- Axiocerylon Grouvelle, 1918 g
- Cautomus Sharp, 1885 g
- Cerylon Latreille, 1802 i c g b
- Cerylonopsis Handlirsch, 1906 g
- Ivieus Slipinski, 1991 g
- Loebliorylon Slipinski, 1990 i c g
- Lytopeplus Sharp, 1895 g
- Mychocerus Erichson, 1845 i c g b
- Ostomopsis Scott, 1922 i c g b
- Pathelus Dajoz, 1974 g
- Philothermopsis Heinze, 1944 g
- Philothermus Aubé, 1843 i c g b
- Ploeosoma Wollaston, 1854 g

Fuentes: i = ITIS, c = Catalogue of Life, g = GBIF, b = Bugguide.net